# Kuurne-Bruselas-Kuurne 2019
La 71.ª edición de la clásica ciclista Kuurne-Bruselas-Kuurne fue una carrera en Bélgica que se celebró el 3 de marzo de 2019 sobre un recorrido de 201,1 kilómetros con inicio y final en la ciudad de Kuurne.
La carrera formó parte del UCI Europe Tour 2019, dentro de la categoría 1.HC. El vencedor fue el luxemburgués Bob Jungels del Deceuninck-Quick Step seguido del británico Owain Doull del Sky y el neerlandés Niki Terpstra del Direct Énergie.

## Equipos participantes
Tomaron parte en la carrera 25 equipos: 17 de categoría UCI WorldTeam; y 8 de categoría Profesional Continental. Formando así un pelotón de 171 ciclistas de los que acabaron 69. Los equipos participantes fueron:
| WorldTeams (17)- AG2R La Mondiale - Astana - Bahrain-Merida - Bora-hansgrohe - CCC Team - Deceuninck-Quick Step - Dimension Data - EF Education First - Groupama-FDJ - Team Jumbo-Visma - Katusha-Alpecin - Lotto Soudal - Mitchelton-Scott - Movistar Team - Sky - Trek-Segafredo - UAE Team Emirates Equipos continentales profesionales (8)- Arkéa-Samsic - Cofidis, Solutions Crédits - Direct Énergie - Israel Cycling Academy - Roompot-Charles - Sport Vlaanderen-Baloise - Vital Concept-B&B Hotels - Wanty-Groupe Gobert |
| |

## Clasificación final
- Las clasificaciones finalizaron de la siguiente forma:[3]

| \| Clasificación general \| Clasificación general \| Clasificación general \| Clasificación general \| Clasificación general \| \| Ciclista \| Ciclista \| Equipo \| Tiempo \| \| \| --------------------- \| --------------------- \| --------------------- \| --------------------- \| --------------------- \| \| 1.º \| Bob Jungels \| Deceuninck-Quick Step \| 4 h 42 min 54 s \| \| \| 2.º \| Owain Doull \| Team Sky \| + 12 s \| \| \| 3.º \| Niki Terpstra \| Direct Énergie \| + 12 s \| \| \| 4.º \| Dylan Groenewegen \| Team Jumbo-Visma \| + 12 s \| \| \| 5.º \| Yves Lampaert \| Deceuninck-Quick Step \| + 12 s \| \| \| 6.º \| Florian Sénéchal \| Deceuninck-Quick Step \| + 12 s \| \| \| 7.º \| Jens Keukeleire \| Lotto-Soudal \| + 12 s \| \| \| 8.º \| André Greipel \| Arkéa-Samsic \| + 12 s \| \| \| 9.º \| Jasper De Buyst \| Lotto-Soudal \| + 12 s \| \| \| 10.º \| Carlos Barbero \| Movistar Team \| + 12 s \| \| |                   |                       |                 |
| |                   |                       |                 |
| Fuente: ProCyclingStats |                   |                       |                 |
| Clasificación general |                   |                       |                 |
| Ciclista | Ciclista          | Equipo                | Tiempo          |
| 1.º | Bob Jungels       | Deceuninck-Quick Step | 4 h 42 min 54 s |
| 2.º | Owain Doull       | Team Sky              | + 12 s          |
| 3.º | Niki Terpstra     | Direct Énergie        | + 12 s          |
| 4.º | Dylan Groenewegen | Team Jumbo-Visma      | + 12 s          |
| 5.º | Yves Lampaert     | Deceuninck-Quick Step | + 12 s          |
| 6.º | Florian Sénéchal  | Deceuninck-Quick Step | + 12 s          |
| 7.º | Jens Keukeleire   | Lotto-Soudal          | + 12 s          |
| 8.º | André Greipel     | Arkéa-Samsic          | + 12 s          |
| 9.º | Jasper De Buyst   | Lotto-Soudal          | + 12 s          |
| 10.º | Carlos Barbero    | Movistar Team         | + 12 s          |

## UCI World Ranking
La Kuurne-Bruselas-Kuurne otorgó puntos para el UCI World Ranking para corredores de los equipos en las categorías UCI WorldTeam, Profesional Continental y Equipos Continentales. Las siguientes tablas son el baremo de puntuación y los 10 corredores que obtuvieron más puntos:
| Posición              | 1.º | 2.º | 3.º | 4.º | 5.º | 6.º | 7.º | 8.º | 9.º | 10.º | 11.º | 12.º | 13.º | 14.º | 15.º | 16.º-29.º | 31.º-40.º |
| Clasificación general | 200 | 150 | 125 | 100 | 85  | 70  | 60  | 50  | 40  | 35   | 30   | 25   | 20   | 15   | 10   | 5         | 3         |

| Clasificación |                   |                       |         |
| Posición      | Ciclista          | Equipo                | General |
| ------------- | ----------------- | --------------------- | ------- |
| 1.º           | Bob Jungels       | Deceuninck-Quick Step | 200     |
| 2.º           | Owain Doull       | Sky                   | 150     |
| 3.º           | Niki Terpstra     | Direct Énergie        | 125     |
| 4.º           | Dylan Groenewegen | Jumbo-Visma           | 100     |
| 5.º           | Yves Lampaert     | Deceuninck-Quick Step | 85      |
| 6.º           | Florian Sénéchal  | Deceuninck-Quick Step | 70      |
| 7.º           | Jens Keukeleire   | Lotto Soudal          | 60      |
| 8.º           | André Greipel     | Arkéa Samsic          | 50      |
| 9.º           | Jasper De Buyst   | Lotto Soudal          | 40      |
| 10.º          | Carlos Barbero    | Movistar              | 35      |